# کاتوویتسه
کاتوویتسه (به لهستانی: Katowice) پایتخت استان سیلسیان در جنوب لهستان و شهر مرکزی منطقه شهری کاتوویتسه است. تا سال ۲۰۲۱، کاتوویتسه دارای جمعیت رسمی ۲۸۶٬۹۶۰ نفر و جمعیت ساکن حدود ۳۱۵٬۰۰۰ نفر بود. کاتوویتسه بخش مرکزی متروپلیس GZM است که جمعیتی بالغ بر ۲٫۳ میلیون نفر دارد و بخشی از منطقهٔ کلان‌شهری کاتوویتسه-استراوا است که به جمهوری چک گسترش می‌یابد و جمعیتی حدود ۵ میلیون نفر دارد که آن را به یکی از پرجمعیت‌ترین مناطق کلان‌شهری در اتحادیهٔ اروپا تبدیل می‌کند.
کاتوویتسه نسبتاً شهری جوان است که حقوق شهری خود را در ۱۱ سپتامبر ۱۸۶۵ به دست آورده و برای اولین بار در سال ۱۵۹۸ به آن اشاره شده است. توسعهٔ سریع آن با وصل شدن خط راه‌آهن سیلزی علیا به مسووویتسه در سال ۱۸۴۶ آغاز شد و همچنین توسعهٔ صنعتی در منطقه نیز به این پیشرفت کمک کرد. در دورهٔ بین دو جنگ جهانی، این شهر به عنوان پایتخت استان خودمختار سیلسیان که در آن زمان ثروتمندترین منطقهٔ لهستان بود، تبدیل شد. پس از سال ۱۹۴۵، شهر دوباره به عنوان یک مرکز صنعتی و اداری اهمیت یافت و در سال‌های ۱۹۵۳ تا ۱۹۵۶ به نام استالینوگرود نامیده می‌شد. پس از تحول نظامی در لهستان از دههٔ ۹۰ میلادی، کاتوویتسه به یک مرکز مدرن چندمنظوره تبدیل شد که در همهٔ زمینه‌ها تغییراتی صورت گرفت.
در اواسط قرن هجدهم، کاتوویتسه به دنبال کشف ذخایر غنی زغال‌سنگ در این منطقه به یک روستا تبدیل شد. در نیمهٔ اول قرن نوزدهم، صنعتی شدن شدید، آسیاب‌ها و مزارع محلی را به کارخانه‌های فولاد، معادن، ذوب‌آهن‌ها و کارگاه‌ها تبدیل کرد. از آن زمان، این شهر اقتصاد خود را از صنعتی سنگین به خدمات حرفه‌ای، آموزش و بهداشت تغییر داده است. کل منطقهٔ کلان‌شهری کاتوویتسه شانزدهمین شهر قدرتمند اقتصادی از نظر تولید ناخالص داخلی در اتحادیهٔ اروپا با تولیدی به میزان ۱۱۴٫۵ میلیارد دلار است. منطقهٔ ویژه اقتصادی کاتوویتسه در ردهٔ چهارم از لیست ۱۰ منطقهٔ آزاد جهانی برتر قرار دارد.
کاتوویتسه به عنوان یک شهر جهانی گاما توسط شبکهٔ تحقیقاتی جهانی شدن و شهرهای جهان طبقه‌بندی شده است و مرکز تجارت، کسب‌وکار، حمل‌ونقل و فرهنگ در جنوب لهستان است. بسیاری از شرکت‌های عمومی مهم در این شهر یا حومهٔ آن مستقر هستند، از جمله گروه انرژی تاورون و شرکت فلزات Fasing، نهادهای فرهنگی مهمی مانند ارکستر سمفونیک رادیو ملی لهستان، جشنواره‌های موسیقی برنده جوایز مانند Off Festival و Tauron New Music و زیرساخت‌های حمل‌ونقل مانند فرودگاه کاتوویتسه. همچنین این شهر میزبان فینال‌های Intel Extreme Masters، یک تورنمنت بازی‌های ویدئویی ورزش‌های الکترونیک است. کاتوویتسه همچنین محل چندین مؤسسهٔ آموزش عالی از جمله دانشگاه سیلزیان، دانشگاه فناوری سیلزیان و آکادمی موسیقی کارول شیمنوفسکی است. این شهر عضو شبکهٔ شهرهای خلاق یونسکو است که به عنوان یک شهر موسیقی شناخته شده است.
از نظر معماری، کاتوویتسه شهری نسبتاً جوان است که ساختمان‌های آن از دوره‌های مختلف تاریخی، از ساختارهای تاریخی شهری از نیمه دوم قرن نوزدهم تا شهرک‌های شرکت (از جمله گیشوویتس و نیکیوشوویتس)، مدرنیسم کاتویتسه (از جمله کلیسای جامع مسیح پادشاه و ساختمان پارلمان سیلزی) تا ساختارهای پس از جنگ، هم از دوران لهستان مردمی (از جمله تیسیاچلچیا و و. روژدنیا) و هم جدیدترین (از جمله آسمان‌خراش‌ها مانند آلتوس و برج‌های .KTW) را در بر می‌گیرد.
کاتوویتسه یک مرکز شهری-خدماتی چندمنظوره با اهمیت ملی و منطقه‌ای است و همچنین از جمله بزرگ‌ترین مراکز از این نوع در لهستان است. فعالیت‌های صنعتی علیرغم بازسازی، هنوز هم نقش مهمی ایفا می‌کنند، به‌ویژه در زمینه‌های مرتبط با انرژی، متالورژی و فرآوری مواد معدنی. اینجا مقر تاورون پولسکا و گروه معدنی لهستان نیز می‌باشد.

این شهر یک قطب حمل‌ونقل مهم با موقعیت مناسب نزدیک به مرز چک و نزدیکی به بزرگراه‌ها و خطوط راه‌آهن است. بزرگراه A4، چندین جاده ملی (DK79، DK81 و DK86) و مسیر متوسط جاده‌ای، و همچنین چندین خط راه‌آهن اصلی که در ایستگاه کاتوویتسه تلاقی می‌کنند، شهر را قطع می‌کنند. در فاصله کمتر از ۴۰ کیلومتری از مرکز شهر، فرودگاه بین‌المللی کاتوویتسه به نام و. کورفانتی قرار دارد.